# 28537 Kirapowell
28537 Kirapowell è un asteroide della fascia principale. Scoperto nel 2000, presenta un'orbita caratterizzata da un semiasse maggiore pari a 2,5374620 UA e da un'eccentricità di 0,0709125, inclinata di 5,79796° rispetto all'eclittica.